# Castello di Lacore
Il castello di Lacore era un maniero medievale, i cui resti sorgono sulla cima di un rilievo a picco sul torrente Ceno nei pressi di Casanova, frazione di Bardi, in provincia di Parma.

## Storia
Le più antiche testimonianze dell'esistenza di un casale a Lacore risalgono al 770; l'insediamento fu probabilmente fondato dai Longobardi, come confermato dai nomi degli abitanti riportati nei documenti dell'epoca, tipici dell'antico popolo germanico, e dal toponimo, derivato forse dal longobardo lakar, ossia "accampamento".
Il villaggio continuò a essere citato come casale fino all'898; negli anni seguenti il borgo, collocato in una strategica posizione panoramica sulla cima di un'altura a picco sul Ceno, fu fortificato e trasformato in un castellum difensivo, come testimoniato da documenti del 907 e del 917.
Il maniero continuò a essere abitato fino almeno all'XI secolo, ma successivamente fu abbandonato e cadde in rovina, probabilmente in seguito alla costruzione di altre fortificazioni nella zona e al graduale prevalere del castello di Bardi sul territorio circostante.
I ruderi, nel tempo sepolti dalla vegetazione, furono parzialmente riportati alla luce tra la fine del XIX secolo e gli inizi del XX.

## Descrizione
Del grande castello alto-medievale, esteso sulla sommità di un rilievo, si conservano le tracce di varie murature in pietra, seminascoste da un querceto ai margini di un prato.
Le mura esterne, poste ai piedi del poggio, sono visibili prevalentemente nella porzione settentrionale e in prossimità dell'antico portale d'accesso verso il Ceno; sulla cima dell'altura si trovano i ruderi della cinta muraria interna e, verso il torrente, la base di una torre a pianta circolare, trasformata in epoca imprecisata in forno per la calce.
Nel prato a nord del rilievo si conservano infine i resti di alcune tombe, rinvenute agli inizi del XX secolo da un gruppo di contadini.